# Aleksandra Klepaczka
Aleksandra Klepaczka là một hoa hậu người Ba Lan, cô đã đăng quang Hoa hậu Ba Lan (Miss Polski) 2022. Cô sẽ đại diện cho Ba Lan tại hai cuộc thi là Hoa hậu Hoàn vũ 2022 và Hoa hậu Siêu quốc gia 2023. Năm 2024, cô tiếp tục đại diện Ba Lan tại Nữ hoàng Cà phê Quốc tế 2024 và giành được ngôi vị cao nhất.

## Các cuộc thi sắc đẹp

### Hoa hậu Ba Lan 2022
Cô tham gia cuộc thi Hoa hậu Ba Lan (Miss Polski) 2022 vào ngày 17 tháng 7 năm 2022 tại Nowy Sącz, cô đại diện cho Łódź. Cô đã đăng quang và được trao vương miện bởi hoa hậu tiền nhiệm, Agata Wdowiak.

### Hoa hậu Hoàn vũ 2022
Klepaczka đại diện cho Ba Lan tại Hoa hậu Hoàn vũ 2022 được tổ chức tại New Orleans, Louisiana, Hoa Kỳ vào ngày 14 tháng 1 năm 2023. Trong đêm chung kết, cô không có mặt trong Top 16 người đẹp nhất.

### Hoa hậu Siêu quốc gia 2023
Klepaczka đại diện cho Ba Lan tại Hoa hậu Siêu quốc gia 2023 và lọt top 24.

### Nữ hoàng Cà phê Quốc tế 2024
Klepaczka tiếp tục đại diện cho Ba Lan tại cuộc thi Nữ hoàng Cà phê Quốc tế 2024 được tổ chức tại Colombia. Vào đêm chung kết, cô đã đăng quang ngôi vị cao nhất.